# Hypothèse de perturbation intermédiaire
L’hypothèse de perturbation intermédiaire est un terme écologique qui décrit les effets des degrés de perturbations sur la diversité des espèces.  
Cette hypothèse propose qu’un niveau intermédiaire de perturbation (intensité intermédiaire ou fréquence intermédiaire) donnera la plus grande diversité d'espèces locales. Après une perturbation rare ou de faible intensité (ex. l'action des vagues océaniques), la diversité des espèces diminue à cause de l'exclusion d’espèces compétitives inférieures de la communauté. Les perturbations fréquentes ou de haute intensité (ex. les incendies de forêt) provoquent aussi une diminution de la diversité des espèces en raison de la mortalité élevée des espèces et de l'extinction locale subséquente. La diversité des espèces est maximisée aux niveaux intermédiaires de perturbation parce qu'un équilibre est atteint entre l'exclusion compétitive (le principe de Gause) et la mortalité élevée. 
Joseph Connell a proposé cette hypothèse après avoir observé que les communautés les plus diverses, tels que les récifs coralliens et les forêts tropicales, n’étaient pas en équilibre, contrairement à ce qui était décrit dans les travaux précédents.